# Karin Holmlund
Karin Holmlund, född 2 mars 1981 i S:t Olovs församling i Skellefteå, är en svensk författare. Hennes debutroman När ingen ser tilldelades Svenska Deckarakademins pris Spårhunden för bästa barn- och ungdomsdeckare 2004.

## Priser och utmärkelser
- Spårhunden 2004 för När ingen ser